# Collège doctoral international de l'université européenne de Bretagne
Le Collège doctoral international de l'université européenne de Bretagne est une structure qui fédère les écoles doctorales des établissements d'enseignement supérieur membre du PRES université européenne de Bretagne. Il compte huit écoles doctorales pour 2 700 doctorants. Il a la charge de la formation des doctorants ainsi que de leur soutien, ainsi que de leurs suivis après le doctorat.

## Composantes
Le collège doctoral compte huit écoles doctorales:
Il comprend l'ensemble des six écoles du Collège des écoles doctorales de Rennes auxquelles s'ajoutent deux basées à Brest et Lorient.

### École doctorale Arts, Lettres et Langues (ALL)
L'école doctorale Arts, Lettres et Langues (ED 506) est rattachée aux universités de Rennes 2, Bretagne-occidentale, et Bretagne-sud. 
Elle s'intéresse a différents domaines d'arts : arts plastiques, cinéma, mais aussi histoire de l'art, ainsi qu'à la musicologie. Elle concerne également les domaines des lettres : littérature et langues, notamment Anglais, Espagnol, Allemand, Portugais, Russe, Italien, Arabe etc.

### École doctorale Mathématiques, Télécommunications, Informatique, Signal, Systèmes, Électronique (MATISSE)
L'école doctorale Mathématiques, Télécommunications, Informatique, Signal, Systèmes, Électronique (MATISSE): elle est coaccréditée pour les universités Rennes 1 et de Rennes 2, l'INSA de Rennes, Supélec via son campus de Rennes, Télécom Bretagne, Agrocampus Ouest, et l'École normale supérieure de Cachan via son antenne sur le campus de Ker Lann.
Elle s'intéresse aux disciplines suivantes : mathématiques, robotique, informatique, électronique, optique, télécommunications etc.

### École doctorale Sciences de la Mer
L'école doctorale Sciences de la Mer, sous la tutelle de l'université de Bretagne-occidentale, concerne tous les domaines liés à l'activité maritime, notamment biologie, géographie, chimie, physique.

### École doctorale Sciences de la matière (SDLM)
L’école doctorale Sciences de la matière (SDLM) coaccréditée pour les universités Rennes 1 et de Rennes 2, l’INSA de Rennes, l’ENSCR, Agrocampus Ouest, et est associée au Cemagref comme équipe d’accueil.
Cette école concerne les domaines de la physique, la chimie, l’archéologie, la mécanique, les sciences de la terre.

### École doctorale Sciences de l’Homme, des Organisations et de la Société (SHOS)
L'école doctorale Sciences de l’Homme, des Organisations et de la Société (SHOS), coaccréditée pour l'université de Rennes 1, l’université de Bretagne-Sud, l’université de Bretagne-occidentale, et Agrocampus Ouest. Elle a été créée en 2008 par la fusion de deux écoles doctorales appartenant aux universités de Rennes 1 et de Bretagne-sud. Elle est également associée à Sciences Po Rennes, l'EHESP et l'ENS. Elle compte en 2008 quelque 395 doctorants, et 153 enseignants-chercheurs. 27 thèses y ont été soutenues en 2008, et 47 en 2009. Elle concerne les domaines du droit, de l'économie, de la gestion et de la philosophie.

### École doctorale Sciences Humaines et Sociales (SHS)
- L'école doctorale Sciences Humaines et Sociales (ED 507), est portée par l'université de Rennes 2, l’université de Bretagne-Sud, et l’université de Bretagne-occidentale[7].

Elle concerne les domaines de la géographie, l'aménagement de l'espace et la télédétection, la psychologie, la sociologie, l'information et la communication.

### École doctorale Santé, information, communication, matière et mathématiques (SICMA)
- L'école doctorale SICMA, coaccréditée pour l’université de Bretagne-Sud, l’université de Bretagne-occidentale, et Télécom Bretagne[8]. Elle s'intéresse à trois grands domaines : Mathématiques (Électronique, télécommunications, informatique), Matière (Chimie, Physique, Mécanique), Biologie-Santé (Génétique, métabolismes...).

### École doctorale Vie-Agro-Santé (VAS)
- L’école doctorale Vie-Agro-Santé (VAS), coaccréitée pour les universités de Rennes 1 et de Rennes 2, et pour Agrocampus Ouest, et elle est associée à l’INRA et au Cemagref[9].

Cette école doctorale s'intéresse aux domaines de la biologie, la santé et l'agronomie.

## Actions pour les doctorants

### Actions tournée vers l'international
- Promotion de la mobilité internationale
  - Bourses de mobilité entrante et sortante
  - Accueil des doctorants étrangers
- Charte européenne du doctorant
- Renforcer l’accueil du doctorant (accueil, guide…)
- Soutien au projet de réseau doctoral européen MENTOR

### Actions de coordination entre les écoles doctorales
- Harmonisation des pratiques et des procédures
  - Dépôt numérique des thèses
  - Signature des doctorats délivrés au sceau de l’UEB
- Mise en œuvre du projet AMETHIS
- Soutien à la formation doctorale
  - programme Form@doct
  - conférence Doctoriales-Bretagne tenue annuellement depuis 1997
- Aide à l'intégration post-doctorale
  - Formation doctorale autour d'une " Bilan Compétences des doctorants" avant l'obtention du doctorat (collaborations avec l’APEC, mise en place d'un doctorat-conseil)
  - Suivi après l'obtention du diplôme

## Sources